# ムナ川
座標: 北緯68度05分 東経123度15分 / 北緯68.083度 東経123.250度
ムナ川（ムナがわ、ロシア語: Река Муна、サハ語: Муна өрүс、Muna River）は、ロシア・シベリア東部のサハ共和国北西部を流れる川で、レナ川の左岸支流である。中央シベリア高原のヴィリュイ丘陵に発し東へ流れ、レナ川の下流部に合流する。合流点には野鳥の多く住む島々が広がる。10月後半から5月にかけては完全に凍結する。